# 珠まゆら
珠 まゆら（たま まゆら）は、日本の女優。
元宝塚歌劇団花組娘役。2000年、宝塚歌劇団に86期生として入団。退団後は、本名の片岡友美として、2021年2月、女優業の傍ら、自身の洗濯洗剤・柔軟剤のブランド アンボメー株式会社を設立。代表取締役CEOを務める。
兵庫県西宮市、小林聖心女子学院出身。愛称は「とんとん」「まゆら」

## 来歴
1998年、宝塚音楽学校入学。
2000年、宝塚歌劇団に86期生として入団。入団時の成績は12番。花組公演「源氏物語 あさきゆめみし／ザ・ビューティーズ!」で初舞台。組まわりを経て花組に配属。子役から個性的な役まで幅広い役柄を演じ、
2006年10月1日、「ファントム」東京公演千秋楽をもって、宝塚歌劇団を退団。退団後は舞台を中心に幅広く活動を続けている。
2021年2月、女優業の傍ら、自身の洗濯洗剤・柔軟剤のブランド アンボメー株式会社を設立。

## 宝塚歌劇団時代の主な舞台

### 初舞台
2000年4 - 5月、花組『源氏物語 あさきゆめみし』『ザ・ビューティーズ!』（宝塚大劇場のみ）

### 組まわり
2000年5 - 6月、星組『黄金のファラオ』『美麗猫（ミラキャット）』（宝塚大劇場のみ）

### 花組時代
2000年11 - 2001年3月、『ルートヴィヒII世』『Asian Sunrise』
2001年7 - 11月、『ミケランジェロ』 新人公演：レダ（本役：桜一花）『VIVA!』
2001年12 - 2002年1月、『カナリア』（ドラマシティ・ル テアトル銀座）
2002年3 - 4月、『琥珀色の雨にぬれて』 新人公演：エマ（本役：水月舞）『Cocktail』（宝塚大劇場）
2002年4月、専科・花組『風と共に去りぬ』（日生劇場）
2002年5 - 6月、『琥珀色の雨にぬれて』 新人公演：エマ（本役：水月舞）『Cocktail』（東京宝塚劇場）
2002年8月、『あかねさす紫の花』十市皇女／『Cocktail』（博多座）
2002年10 - 2003年2月、『エリザベート』 
2003年3 - 4月、『不滅の棘（とげ）』
2003年5 - 9月、『野風の笛』 】/『レヴュー誕生』 
2003年10月、『二都物語』（バウホール・日本青年館）ジャンヌ
2004年1−4月『天使の季節』ギスターブ、新人公演フェトチーネ／『アプローズ・TAKARAZUA!』
2004年5 - 6月、『NAKED CITY』（バウホール・日本青年館）
2004年8 - 11月、『La Esperanza-いつか叶う-』/『TAKARAZUKA舞夢!』
2004年12 - 2005年1月、『天の鼓-夢幻とこそなりにけれ-』（ドラマシティ・日本青年館） 虹人・北斗
2005年3 - 7月、『マラケシュ・紅の墓標』シモーヌ、新人公演ラッラ（本役:京三紗 ）/『エンター・ザ・レビュー』
2005年9月、『Ernest in Love（アーネスト・イン・ラブ）』（日生劇場） マリア
2005年11 - 2006年2月、『落陽のパレルモ』 新人公演ラウラ（本役:鈴懸三由岐）/『ASIAN WINDS!』
2006年3月、シアタードラマシティ公演『Appartement Cinéma』フェリシテ
2006年6 - 10月、『ファントム』コレット、新人公演マダム・ドリーヌ（本役:鈴懸三由岐）退団公演

### 出演イベント
2002年12月、『吉崎憲治オリジナルコンサート』
2005年1 - 2月、彩吹真央ディナーショー『Day Dream』
2005年12月、『花の道 夢の道 永遠の道』
2006年5月、『エンカレッジ・コンサート』

## 宝塚歌劇団退団後の主な活動

### 舞台
2007年12-2月『舞台版　チャングムの誓い』(日生劇場・御園座)-ホンイ
2008年4月『風林火山』(日生劇場)
2008年6月『剣客商売』(明治座)
2008年11月『松井誠特別公演人形佐七捕物帳』（新歌舞伎座）
2009年10-11月『舞台版　だんだん』(１０１０シアター・松竹座・全国ツアー)
2010年4-5月「ドラキュラ伝説」(新国立劇場・１０１０シアター・シアターBRAVA他) -ジュリア
2011年5月『幕末侍伝説 CHUJI』(博品館劇場)-お新
2011年11-12月『 戦国シェイクスピアSHINGEN』（1010シアター・宝塚バウホール）-桔梗
2012年1月『暴れん坊将軍』（新歌舞伎座)-お千代
2013年6月『大菩薩峠』（国立劇場・国立文楽劇場・名鉄ホール）-お松
2014年2-3月『赤穂の寒桜』（明治座・新歌舞伎座）-大石瑠璃役 
2014年6-7月『続・大菩薩峠』（一ツ橋ホール・国立文楽劇場・名鉄ホール）-お松
2015年5月『おたふく物語』（一ツ橋ホール）-おたか
2016年7月『春秋真田物語』（一ツ橋ホール・ドーンセンター）-千姫
2017年9月『月形半平太』（新橋演舞場・新歌舞伎座）-歌菊
2017年12月『World of Dreams』シアトル公演（コーニッシュ・プレイハウス）
2018年9月『World of Dreams』バンクーバー・モントリオール公演（マイケル・J・フォックスシアター、サル・マルグリットブルジョア）
2020年9月『珠まゆら20th Anniversary Concert』（ラ・スイート神戸オーシャンズガーデンズ）
2021年2月　女優業の傍ら、自身の洗濯洗剤・柔軟剤のブランド アンボメー株式会社を設立
2021年8月『藤の扇』(フレンテホール)-鹿嶋さくら役　
2022年11月『黒蜥蜴〜永遠の花〜』-岩瀬早苗
2023年4-7月「日輪のゆくえ」(なら歴史芸術文化村・オチアリーナ)-推古天皇
2023年5月『藤の扇』再演(フレンテホール)-鹿嶋さくら
2023年8月『World of Dreams』シカゴ、バンクーバー公演（プレイリーセンター、マイケル・J・フォックスシアター）
2023年11月11日-12日『BISHU COLLECTION produced by TGC』

## 受賞歴
2000年　宝塚歌劇団年度賞『レッスン奨励賞』